# ʿAbd al-Kūrī
ʿAbd al-Kūrī (in arabo عبد الكوري‎?) è un'isola rocciosa situata 105 km a sud-ovest di Socotra nell'Oceano Indiano.

## Geografia
Fa parte dell'arcipelago di Socotra e appartiene al Governatorato di Socotra dello Yemen, sebbene sia geograficamente più vicina al Corno d'Africa. È formata da granito e diorite ricoperti di calcare.La maggior parte della superficie di ʿAbd al-Kūrī è semidesertica con poca vegetazione. L'intera lunghezza dell'isola è occupata da due gruppi collinari separati presso il centro dell'isola stessa. La costa settentrionale è costituita soprattutto da spiagge sabbiose con alcuni punti rocciosi, mentre la costa meridionale è formata da ripide scogliere. Il punto di maggiore elevazione è il monte Ṣāliḥ, che supera i 700 m. La maggior parte degli abitanti è dedita alla pesca.

## Flora
Sull'isola sono presenti numerose piante endemiche e un uccello endemico, il Passer hemileucus o passero di ʿAbd al-Kūrī.

## Patrimonio dell'umanità
Nel 2008 l'UNESCO ha inserito l'arcipelago di Socotra tra i patrimoni dell'umanità. L'inserimento è teso a sottolineare l'elevatissima biodiversità e a tutelare le peculiarità endemiche presenti nell'arcipelago dal punto di vista sia floreale sia faunistico.

## Galleria d'immagini

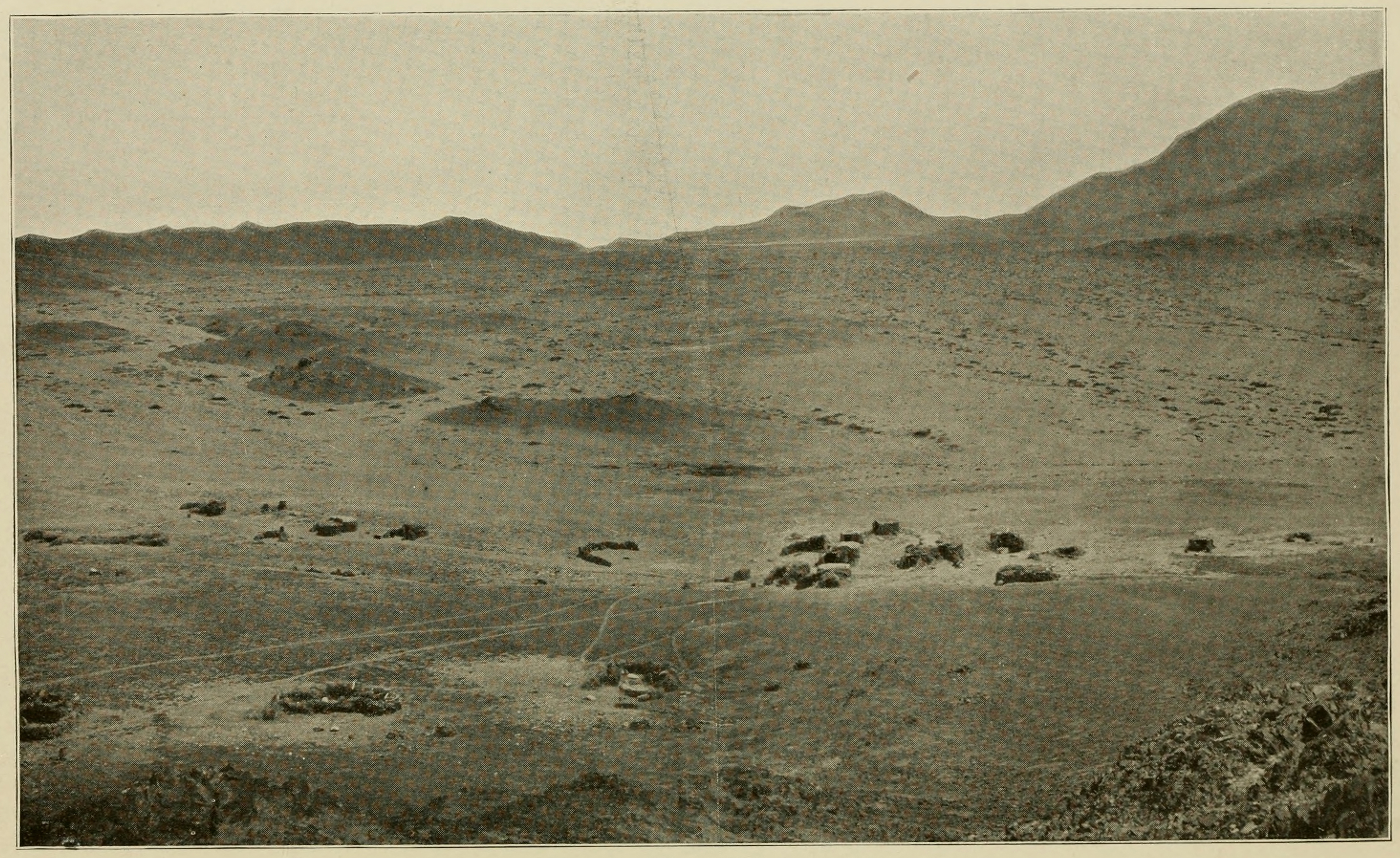
ʿAbd al-Kūrī nel 1898
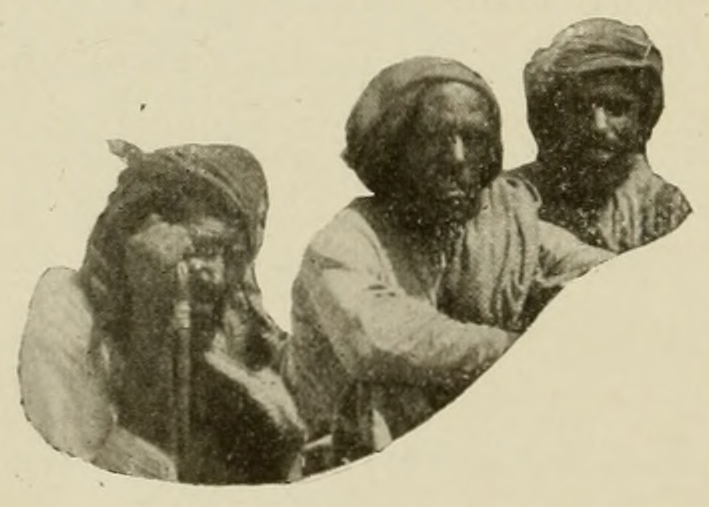
Nativi di ʿAbd al-Kūrī